# Klaus-Dieter Vorlop
Klaus-Dieter Vorlop (* 1951 in Braunschweig) ist ein deutscher Chemiker und Hochschullehrer.

## Leben
Vorlop studierte bis 1978 an der Technischen Universität Braunschweig Chemie und wurde dort 1984 zum Thema Polymerfixierung von Mikroorganismen und Anwendung der Biokatalysatoren zur Spaltung von Penicillin G und Synthese von L-Tryptophan promoviert. 1991 habilitierte er sich und bekam die Venia Legendi für Technische Chemie verliehen. 1991 folgte er einem Ruf auf den Lehrstuhl für Technische Chemie der Carl von Ossietzky Universität Oldenburg. 1993 ging Vorlop wieder zurück nach Braunschweig. Er übernahm die Leitung des Instituts für Technologie, später Institut für Agrartechnologie, der Bundesforschungsanstalt für Landwirtschaft (FAL), einer Vorgängereinrichtung des Johann Heinrich von Thünen-Instituts. Dort wurde er 2000 nach der erfolgreichen Zusammenlegung gemeinsam mit Axel Munack Leiter des mittlerweile aufgelösten Instituts für Technologie und Biosystemtechnik der FAL. Als Vizepräsident der FAL wirkte er seit 2003 und war dann 2004/05 gewählter Präsident der FAL. 2017 ging er in den Ruhestand.
Ein langjähriger Arbeitsschwerpunkt von Vorlop ist die Biokonversion nachwachsender Rohstoffe. Angesichts der begrenzten fossilen Rohstoffvorräte gewinnen nachwachsende Rohstoffe im Sinne einer nachhaltigen Entwicklung immer mehr an Bedeutung. Die von ihm untersuchten biotechnologische Herstellungsverfahren (mit immobilisierten Biokatalysatoren) für Produkte (z. B. 1,3-Propandiol, Itaconsäure) aus nachwachsenden Rohstoffen werden als Alternative für petrochemisch hergestellte Produkte stetig wichtiger.
Seine weiteren Forschungsgebiete liegen im Bereich der Reststoffverwertung und Schadstoffelimination (biologische Entfernung von Ammoniak aus Wasser und Luft, katalytischer Nitrat- und Nitritabbau in Brauch- und Trinkwasser).

## Werke (Auswahl)
- Entwicklung von Verfahren zum bio- und edelmetallkatalytischen Abbau von Nitrat und Nitrit im Trinkwasser. In: Jahrbuch Biotechnologie, 1992, S. 307–349.
- gemeinsam mit Ulf Prüße: Entfernung von Nitrat aus Trinkwasser. Chemkon (Weinheim) 3 (1996), S. 62–67.
- gemeinsam mit Ulf Prüße: Catalytical Removing Nitrate from Water. In: Environmental Catalysis, World Scientific, 1999, S. 195–281; doi:10.1142/9781848160613_0010.
- gemeinsam mit Frank Schuchardt: Abschätzung des Aufkommens an Kohlenstoff in Biomasse-Reststoffen in Deutschland für eine Verwertung über Hydrothermale Carbonisierung (HTC) und Einbringung von HTC-Kohle in den Boden, in: Landbauforschung = Applied agricultural and forestry research 4, 2010, (60), S. 205–212; urn:nbn:de:gbv:253-201012-dn047462-0.
- gemeinsam mit Ulf Prüße: The Jetcutter Technology. In: Fundamentals of Cell Immobilisation Biotechnology, Springer Science & Business Media, 2013, S. 295–309; doi:10.1007/978-94-017-1638-3_16.
- gemeinsam mit anderen Autoren: Entrapment in Lentikats. Springer Science+Business Media, 2013, S. 52 ff.